# Municipio de Kobarid
Kobarid es un municipio de Eslovenia, situado en el noroeste del país junto a la frontera con Italia, en la región de Gorizia. Su capital es Kobarid. El municipio fue fundado el 3 de octubre de 1994 al separarse del vecino municipio de Tolmin.
En 2018 tiene 4104 habitantes.
El municipio comprende las localidades de Avsa, Borjana, Breginj, Drežnica, Drežniške Ravne, Homec, Idrsko, Jevšček, Jezerca, Kobarid (la capital), Koseč, Kred, Krn, Ladra, Libušnje, Livek, Livške Ravne, Logje, Magozd, Mlinsko, Perati, Podbela, Potoki, Robidišče, Robič, Sedlo, Smast, Stanovišče, Staro Selo, Sužid, Svino, Trnovo ob Soči, Vrsno.